# Dalila (actrice pornographique)
Pour les articles homonymes, voir Dalila.
Dalila, née le 18 mai 1968, est une actrice pornographique marocaine.

## Biographie
Venue en France pour suivre des études de géographie, Dalila devint d'abord modèle pour peintre afin d'arrondir ses fins de mois. Elle posa ensuite pour des photos de charme, puis des photos plus hard (par exemple pour Color Climax ou Ciné Sex), avant de passer au cinéma pornographique. Elle est l'une des premières actrices maghrébines à avoir percé dans le porno français. Elle est apparue dans 53 films X.

## Filmographie partielle

### Années 2000
- 2000 : Nacho en el festival erótico de Barcelona
- 2003 : Toute une vie de plaisirs

### Années 1990
- 1994 : Concetta Licata 1
- 1994 : La déesse de l'enfer 2
- 1994 : Dracula
- 1994 : Ein Bett für Zehn
- 1994 : Opera quarta
- 1994 : Violentata davanti al marito
- 1995 : La clinica della vergogna
- 1995 : Line Up
- 1995 : Sequestro di persona
- 1995 : Top Model 2
- 1996 : At the Club
- 1996 : Nuits blanches
- 1996 : Solo per i tuoi occhi
- 1996 : Les captives 2
- 1996 : Sex for Hire
- 1996 : Sans contrapartie
- 1997 : Antefutura
- 1997 : Concetta Licata 2
- 1997 : Concetta Licata 3
- 1997 : Dreams of Fetish 1
- 1998 : Dalila, jeux pervers
- 1998 : Dreams of Fetish Part 2
- 1999 : Les contes immoraux de Mario Salieri
- 1999 : True Anal Stories 7
- 1999 : Voyeurs

## Récompenses
Sur 18 nominations dans les plus grandes cérémonies X de la planète, elle reçoit 12 récompenses dont des "European X Awards" à Bruxelles et des "Venus Awards" à Berlin.